# Силаяни
Силаяни (латыш. Silajāņi) — населённый пункт в Прейльском крае Латвии. Административный центр Силаянской волости. Находится на левом берегу реки Фейманка (приток Дубны). Расстояние до города Прейли составляет около 19 км. По данным на 2018 год, в населённом пункте проживало 95 человек.

## История
В советское время населённый пункт был центром Силаяньского сельсовета Прейльского района. В селе располагалась центральная усадьба колхоза им. Суворова.